# 坪井勇磨
坪井 勇磨　(つぼい ゆうま、1997年2月24日　-  ) は、FPCに所属する埼玉県川越市出身の卓球選手。Tリーグは静岡ジェードに所属している。

## 経歴・人物
川越東高等学校教員で同卓球部の顧問をしていた父親の影響で卓球を始める。全日本卓球選手権大会ホープスの部で3位に入賞すると、青森山田中学高等学校に進学。中学在学時には全国中学校卓球大会で男子団体、男子シングルスの二冠、高校在学時には全国高等学校総合体育大会卓球競技大会で男子学校対抗、男子シングルス、男子ダブルスで三冠を達成している。高校卒業後は筑波大学に進学し、2017年の全日本学生選抜卓球選手権大会の男子シングルスで優勝を果たしている。
筑波大学卒業後は東京アートに所属したが、東京アート卓球部が2022年度をもって休部となると、2023年からはドイツのブンデスリーガに参戦し、バート・ホンブルクに所属している。
2025-26シーズンより、静岡ジェード所属としてTリーグに参戦。

## 主な戦績
2011年
- 全国中学校卓球大会　男子団体：優勝　男子シングルス；優勝

2012年
- 台湾ジュニア&カデットダブルス　ジュニア男子ダブルス：準優勝（森薗政崇ペア）[8]

2014年
- インターハイ　男子学校対抗：優勝　男子シングルス：優勝　男子ダブルス：優勝

2017年
- 全日本学生選抜卓球大会　男子シングルス：優勝
- タイオープン　U21男子シングルス；優勝